# Barbara Aigner
Barbara Aigner, née le 29 avril 2005 à Gloggnitz, est une skieuse alpine handisport autrichienne concourant en B2 pour les athlètes malvoyantes. Elle est médaillée de bronze aux Jeux de 2022.

## Biographie
Barbara Aigner vient d'une famille de skieurs alpins. Sa sœur Veronika et son frère jumeau Johannes concourent également chez les malvoyants aux Paralympiques tandis que ses sœurs Elisabeth et Irmgard servent de guide. Comme les deux autres membres de sa fratrie, elle a une cataracte congénitale.
Aux Mondiaux 2022 à Lillehammer, elle remporte la médaille d'or du slalom géant. Quelques semaines plus tard, elle termine 3e du slalom géant des Jeux paralympiques d'hiver de 2022 sur un podium dominé par sa sœur aînée Veronika Aigner (guidée par une autre de ses sœurs, Elisabeth). Le lendemain, elle remporte l'argent sur le slalom juste derrière sa sœur Veronika.

## Palmarès

### Jeux paralympiques
|              | Pékin 2022 |
| ------------ | ---------- |
| Slalom géant | Bronze     |
| Slalom       | Argent     |